# Casterman
Casterman es una editorial de cómics franco-belga, especializada en cómics y literatura infantil. La compañía tiene su sede en Tournai, Bélgica. Fundada en 1780, Casterman es hoy parte del Grupo Flammarion, propiedad de RCS MediaGroup.

## Historia
La compañía fue fundada en 1780 por Donat-Joseph Casterman, un editor y librero originario de Tournai. Casterman era originalmente una compañía de impresión y casa editorial. En 1934, Casterman se hizo cargo de las ediciones de Le Petit Vingtième para la publicación de los álbumes de Las aventuras de Tintín, desde el cuarto álbum de la serie, Los cigarros del faraón. Desde 1942, Casterman publicó versiones reelaboradas y coloreadas de los anteriores álbumes de Tintín.
Fortalecido por el éxito de los cómics de Hergé, Casterman propuso una nueva serie con nuevos autores como Jacques Martin, François Craenhals y C. & V. Hansen. Desde 1954 en adelante, Casterman publicó libros para niños, así, como los exitosos libros de Martine de Marcel Marlier y Cadet Rama.
Posteriormente Casterman atrajo a un mercado más maduro y en 1973 decidió publicar los primeros álbumes de Corto Maltés del autor italiano Hugo Pratt.